# Przylądek

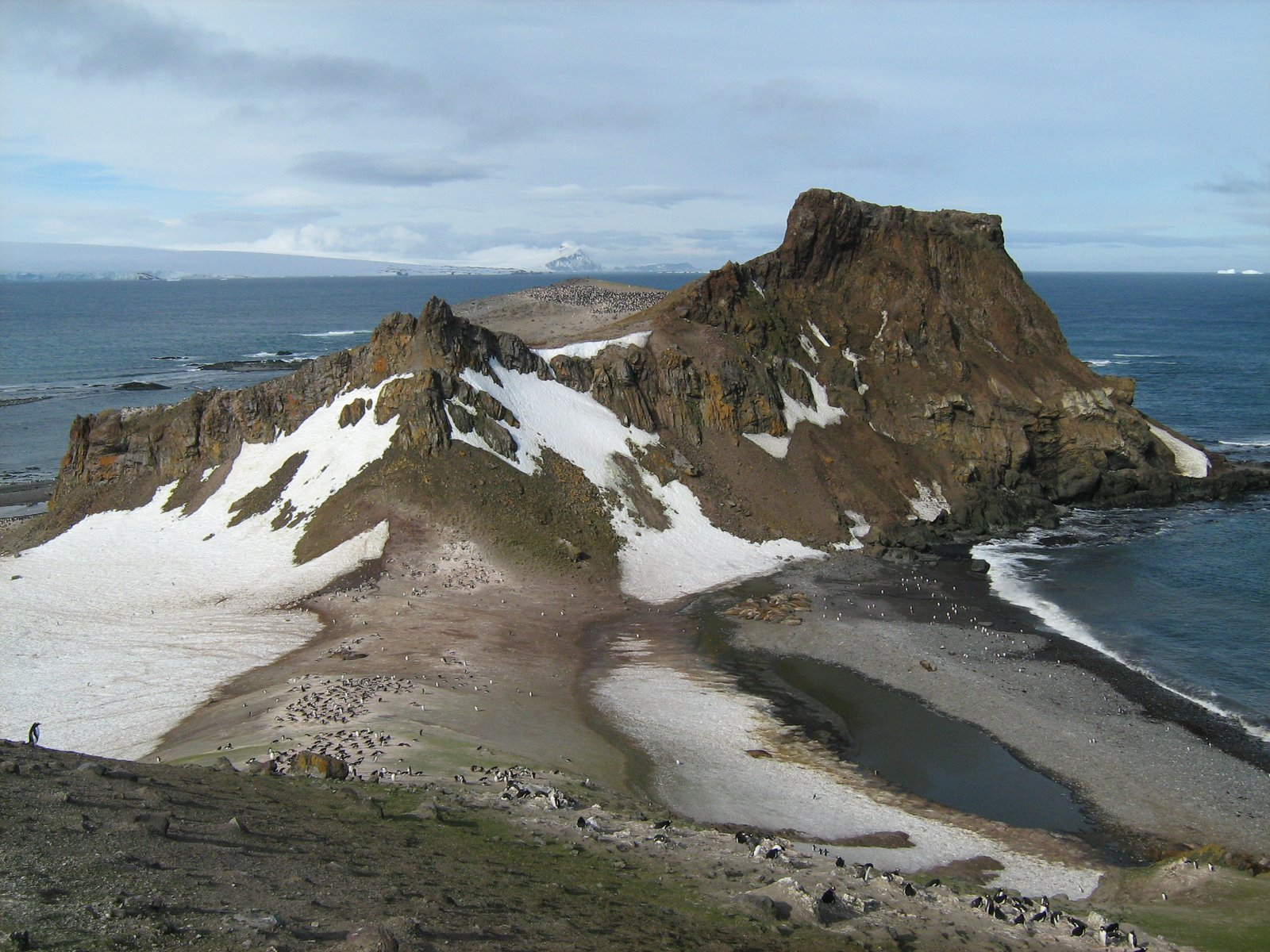
Przylądek Lions Rump, Wyspa Króla Jerzego

Przylądek – fragment lądu wsuwający się w duży zbiornik wodny i stanowiący wypukłe załamanie linii brzegowej.
Przylądek może być cyplem lub stanowić najdalej wysunięte w wodę miejsce półwyspu. To właśnie proporcje długości do szerokości występu decydują, czy dany fragment lądu jest jeszcze przylądkiem, czy już półwyspem. 
Czasami za przylądek może być uznane także najbardziej wysunięte w wodę miejsce na dużym łuku linii brzegowej, zwłaszcza jeśli jest z innych powodów miejscem charakterystycznym – na przykład stanowi granicę podziału terytorialnego (jak Przylądek Igielny).
Za współrzędne geograficzne przylądka przyjmuje się jego najbardziej wysunięte miejsce styku z przylegającym akwenem.